# Ahn Young-mi
 (janvier 2017).
Si vous disposez d'ouvrages ou d'articles de référence ou si vous connaissez des sites web de qualité traitant du thème abordé ici, merci de compléter l'article en donnant les références utiles à sa vérifiabilité et en les liant à la section « Notes et références ».
Ahn Yeong Mi est une actrice et comique sud-coréenne.

## Filmographie
- 2015 : Kill Me, Heal Me (킬미, 힐미) : apparition
- 2015 : Family Outing (떴다! 패밀리)
- 2014 : Be Arrogant / Be Proud (도도하라)
- 2014 : A Dynamite Family (덕수리5형제), cameo
- 2013 : I Hear Your voice (너의 목소리가 들려) : apparition
- 2012 : Answer to 1997 (응답하라 1997) : apparition
- 2012 : The Winter of the Year was Warm (내가 고백을 하면)
- 2011 : The Greatest Love (최고의 사랑) : apparition
- 2011 : Shotgun Love (사랑이 무서워) : apparition
- 2007 : Four Gold Chasers / Evasive Inquiry Agency (얼렁뚱땅 흥신소)